# Yohimbin
Yohimbin ist eine vornehmlich in den Blättern und der Rinde des Yohimbe-Baumes (Pausinystalia yohimbe) natürlich vorkommende Substanz aus der Gruppe der Indolalkaloide. Darüber hinaus ist Yohimbin auch in den Wurzeln zahlreicher Schlangenwurze (Rauvolfia-Arten) anzutreffen. Zu den nach dieser Art benannten Rauvolfia-Alkaloiden gehören neben Yohimbin ferner auch beispielsweise Reserpin, Mitragynin, Serpentin und Ajmalin. Therapeutisch wird Yohimbin bei Erektionsstörungen eingesetzt.

## Pharmakologie
Yohimbin ist ein hochpotenter Antagonist an α2-Adrenozeptoren, welche u. a. in der glatten Muskulatur von Blutgefäßen zu finden sind. Eine Blockade dieser glattmuskulären Rezeptoren führt zu einer Erweiterung der Gefäße. Yohimbin überquert zudem rasch die Blut-Hirn-Schranke und erhöht durch zentrale Mechanismen den Blutdruck und die Herzfrequenz. Außerdem erhöht es die motorische Aktivität und führt zu Tremor.
Weiterhin beschrieben sind eine antiemetische, antidiuretische, lokal betäubende und monoaminooxidasehemmende Wirkung.
Die aphrodisierende Wirkung des Yohimbins soll einerseits ebenfalls auf die Blockade von α2-Adrenozeptoren auf Blutgefäßen in den männlichen Geschlechtsorganen und andererseits auf die Blockade von α2-Adrenozeptoren im Zentralnervensystem zurückzuführen sein. Darüber hinaus interagiert Yohimbin mit zahlreichen Serotonin-(5-HT)-Rezeptoren.

## Nebenwirkungen
Zu den häufigsten beobachteten Nebenwirkungen (1 bis 10 %) nach Einnahme von Yohimbin in therapeutischer Dosierung zählen Schlaflosigkeit, Angst, Unruhe, Reizbarkeit, Kopfschmerzen, Übelkeit und verstärkter Harndrang. Gelegentlich (0,1 bis 1 %) treten Nervosität, Schwindel, Erbrechen, Appetitlosigkeit, Magenbeschwerden, Durchfall, Schwitzen, Frösteln, Herzklopfen, Steigerung des Blutdrucks und der Herzfrequenz auf. Über das gelegentliche Auftreten allergischer Reaktionen und Hautrötungen wurde ebenfalls berichtet. Deutlich seltenere Nebenwirkungen sind unter anderem Hypotonie, Bronchospasmus und Tremor. Nach Einnahme einer sehr hohen Dosis Yohimbin (200 mg) wurde unter anderem ein Lupus erythematodes mit chronischem Nierenversagen beschrieben.
Yohimbin kann bei Patienten mit Posttraumatischer Belastungsstörung Panikattacken und Flashbacks auslösen.

## Therapeutischer Stellenwert
Studien zeigen, dass Patienten mit psychogener und/oder organischer Impotenz teilweise von einer Medikation mit Yohimbin profitieren können. Die Anwendung erfolgte über einen Zeitraum von 2 bis 10 Wochen. Nachteilig ist die zwischen 7 und 87 % stark schwankende Bioverfügbarkeit des Yohimbins, die inter- und intraindividuell beobachtet wird. Mit dem Aufkommen der gut wirksamen PDE-5-Hemmer für die Behandlung der erektilen Dysfunktion ist die Bedeutung des schwach und unzuverlässig wirkenden Yohimbins zurückgetreten.
Die früher praktizierte Behandlung des Bluthochdrucks mit Yohimbin ist seit langem obsolet.

## Pharmazeutische Informationen
Yohimbin ist oral anwendbar. Arzneilich verwendet wird das Yohimbinhydrochlorid.

## Tiermedizin
In der Tiermedizin wird Yohimbin eingesetzt, um bei Hunden und Hirschen die Wirkung von Xylazin aufzuheben. In Deutschland ist Yohimbin in der tierärztlichen Praxis nicht zugelassen, hier wird Atipamezol eingesetzt.

## Lebensmittel
Yohimberinde und Zubereitungen daraus, die aus Yohimbe (Pausinystalia yohimbe (K. Schum) Pierre ex Beille) gewonnen werden, sind nach Anhang III Teil A VO (EG) Nr. 1925/2006 in der EU in Lebensmitteln verboten. Das Verbot basiert auf einer Sicherheitsbewertung der Europäischen Behörde für Lebensmittelsicherheit (EFSA), die insbesondere Yohimbin bewertet hat, das es als einziges Alkaloid ausreichend robust in Nahrungsergänzungsmitteln mit Yohimberinde nachgewiesen und quantifiziert worden war. Das Gremium kam zu dem Schluss, dass die chemische und toxikologische Charakterisierung von Yohimbe-Rinde nicht ausreicht, um ihre Sicherheit als Lebensmittelzutat zu bestätigen.

## Handelsnamen
Monopräparate
Yocon-Glenwood (D, A), Procomil (D)